# Mankovce
Mankovce este o comună slovacă, aflată în districtul Zlaté Moravce din regiunea Nitra. Localitatea se află la altitudinea de 241 m deasupra n.m., se întinde pe o suprafață de 4,23 km2 și în 2017 număra 537 de locuitori.

## Istoric
Localitatea Mankovce este atestată documentar din 1345.

## Demografie
| An:                | 1994 | 2004   | 2014   | 2024   |
| ------------------ | ---- | ------ | ------ | ------ |
| Număr de persoane: | 535  | 539    | 535    | 510    |
| Diferență:         |      | +0,74% | −0,74% | −4,67% |

| An:                | 2023 | 2024   |
| ------------------ | ---- | ------ |
| Număr de persoane: | 516  | 510    |
| Diferență:         |      | −1,16% |